# Triệu Quang (vương công nhà Triệu)

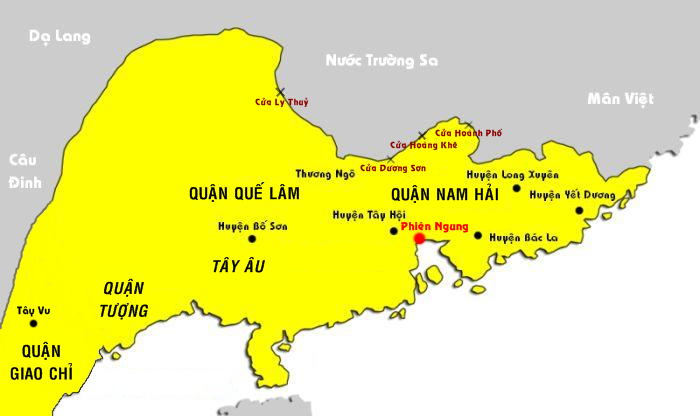
Vị trí đất Thương Ngô trên bản đồ nước Nam Việt

Triệu Quang (chữ Hán: 趙光) là hoàng thân quốc thích của các vua Triệu nước Nam Việt, được phong tước Thương Ngô Vương (蒼梧王), cai trị đất Thương Ngô thuộc nước Nam Việt. Vì cùng họ với Hoàng đế nhà Tần ngày trước nên ông còn được gọi là Thương Ngô Tần Vương (蒼梧秦王) và là thông gia với Thừa tướng Lữ Gia.
Thương Ngô là chư hầu của triều đình Phiên Ngung, trị sở Thương Ngô đặt tại Quảng Tín.
Năm 112 TCN, Thừa tướng Lữ Gia cùng với em đem quân đánh, giết Triệu Ai Vương và Cù thái hậu cùng tất cả sứ giả nhà Hán tại kinh thành Phiên Ngung, rồi sai người đi báo cho Triệu Quang ở Thương Ngô và các quận ấp, lập con trưởng của Triệu Minh Vương là Thuật Dương hầu Kiến Đức làm vua, tức là Triệu Thuật Dương Vương.
Năm 111 TCN, Lữ Gia cùng với vua Triệu Kiến Đức đều bị quân Hán giết. Triệu Quang nghe tin quân Hán đến, xin hàng, được phong làm Tuỳ Đào hầu (huyện Tùy Đào thuộc quận Nam Dương nhà Hán). Nước Nam Việt bị sáp nhập vào nhà Hán.